# Muromák

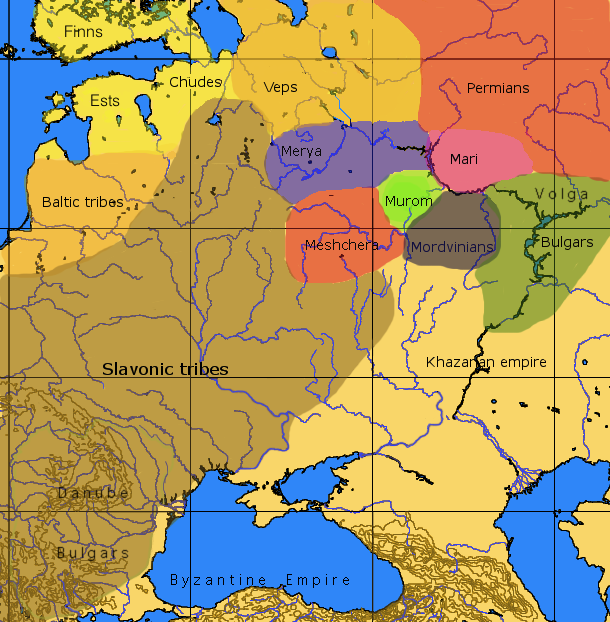
A muromák feltételezett lakhelye a 9. században. A muromák területe a világoszölddel jelölt rész

A muroma mára kihalt, finnugor nyelvet beszélő nép. Egykori lakhelyük a mai Moszkvától keletre, az Oka folyó alsó folyásánál helyezkedett el. Már Jordanes is megemlékezett róluk a 6. században, Mordens néven, és a Nyesztór-krónikában is olvashatunk róluk: a krónika szerint 897-ben egyike voltak a Kárpát-medencében élő népeknek - kutatók szerint egy csoportjuk korábban a bolgárokkal vagy a magyarokkal vándorolt oda. 
Régészeti leletek alapján a VII. században váltak ki az erza-mordvinokból, s a volgai bolgárok és oroszok 1088-ban vívott háborúja söpörte el végérvényesen ezt a gazdag, ám kis létszámú népet. Nyelvészeti vizsgálatok szerint a nyelvük nagyon közel állt a mordvinhoz.
Ma már csak Murom város neve emlékeztet a muromákra, bár azt az oroszok alapították a XI. században, a későbbi, keleti hódítások kiindulópontjaként.
2023-ban 13 muroma sírt tártak fel az Oka folyó partján, számos lelet kíséretében - ezek egyike egy övcsat volt, mely a szakértők szerint leginkább a magyarok övcsatjaihoz volt hasonlítható. 